# Gregory Baum
Gregory Baum OC, ursprünglich Gerhard Albert Baum (* 20. Juni 1923 in Berlin; † 18. Oktober 2017 in Montreal) war ein deutsch-kanadischer römisch-katholischer Theologe, Hochschullehrer und ehemaliges Mitglied des Augustinerordens.

## Leben
Gregory Baum stammte aus einer deutschen Familie mit jüdischen Wurzeln. Beide Eltern waren konfessionslos (Dissidenten). Sein Vater Franz Siegfried Braun (1883–1924) war ein Ingenieur und Mitarbeiter von Fritz Haber. Er starb 1924 an den Spätfolgen einer Verwundung aus dem Ersten Weltkrieg. Seine Mutter Bettie, eine Krankenschwester, heiratete erneut; diese zweite Ehe hielt jedoch nicht lange. Sie starb 1942 im Israelitischen Krankenhaus in Berlin an Meningitis.
1939 emigrierte Gregory mittels eines Kindertransports zunächst nach England. Im Frühjahr 1940 wurde Baum wie alle enemy aliens in Großbritannien interniert. Nach kurzer Zeit auf der Isle of Man wurde er nach Kanada verschifft. 1942 kam er aus dem Internierungslager frei und konnte ein Studium der Mathematik und Physik an der McMaster University in Hamilton (Ontario) beginnen.
1946 trat Baum in die römisch-katholische Kirche und 1947 in den Augustinerorden ein. Im Orden erhielt er den Namen Gregory. 1954 wurde er zum Priester geweiht. Nachdem er 1978 die Augustiner verlassen hatte, heiratete er Shirley Flynn und lebte mit ihr bis zu ihrem Tod im Jahr 2007 zusammen. Die zivile Eheschließung ging seiner Laisierung voraus. Da er sich allerdings dem Ziel verschrieben hatte, „meine Sexualität auf unkonventionelle Weise zu erforschen“, nahm er bald eine Beziehung zu einem Mann auf, der ebenfalls laisierter Priester war.
Nach dem Zweiten Weltkrieg studierte er römisch-katholische Theologie, Mathematik und Physik an der McMaster University, an der Ohio State University und an der Universität Freiburg (Schweiz). Mit der Dissertation Christliche Einheit in päpstlichen Dokumenten des 20. Jahrhunderts wurde er 1956 promoviert. Seit 1959 lehrte er als Hochschullehrer für Katholische Theologie am St. Michael’s College an der University of Toronto sowie seit 1986 an der McGill University in Montreal. 1999 wurde er emeritiert.
1960 wurde er auf Anregung von Kardinal Bea zum Konzilsperitus ernannt und nahm am Zweiten Vatikanischen Konzil teil. Er gehörte der Unterkommission für den jüdischen Problemkreis des Päpstlichen Einheitssekretariats an, auf deren Vorarbeiten die Konzilserklärung Nostra Aetate zurückzuführen ist.
Von 1962 bis 2004 war er Mitherausgeber der Zeitschrift The Ecumenist. 1976 trat er aus dem Augustinerorden aus und legte sein Priesteramt nieder. 1977 heiratete er seine Freundin Shirley, eine ehemalige Ordensschwester.
1990 wurde Baum die Auszeichnung Officer des Order of Canada verliehen. 2016 erhielt er gemeinsam mit Francis Xavier D’Sa die Ehrendoktorwürde der Katholisch-Theologischen Fakultät der Eberhard Karls Universität Tübingen. Sie wurden dafür geehrt, dass sie „sich mit Beharrlichkeit für den interreligiösen und interkulturellen Dialog einsetzen“.
Gregory Baum starb am 18. Oktober 2017 im Alter von 94 Jahren.

## Werke (Auswahl)
- That They May Be One. Newman Press, 1958
- The Jews and the gospel. A Re-examination of the New Testament. 1961
  - Die Juden und das Evangelium. Eine Überprüfung des Neuen Testaments. Benziger, Einsiedeln 1963
- Progress and Perspective. 1962
- Kerk en eenheid, voortgang en vooruitzichten. 1964
- Is the New Testament anti-Semitic? A re-examination of the New Testament. 1965
- (Hrsg.) The Future of Belief Debate. Herder & Herder, 1967
- The Credibility of the Church Today. Herder & Herder, 1968
  - Glaubwürdigkeit. Zum Selbstverständnis der Kirche. Herder, Freiburg 1969
- Faith and Doctrine: a Contemporary View. 1969
  - Plädoyer für den Glauben. Ein Buch für Suchende und Zweifler. Styria, Graz 1972
- Man Becoming. Herder & Herder, 1970
- The Jews, faith and ideology. 1973
- Religion and Alienation. Paulist Press, 1975
- Christian theology after Auschwitz. 1977
- Truth Beyond Relativism: Karl Mannheim’s Sociology of Knowledge. The Marquette Lecture. Marquette University Press, 1977
- The Social Imperative. 1979
- Catholics and Canadian Socialism: Political Thought in the Thirties and Forties. 1980
- The Priority of Labour: Commentary on John Paul II’s ‘Laborem exercens’. Paulist Press, 1982
- The Holocaust and Christian Theology., 1982
- New Religious Movements. 1983
- Ethics and Economics: Canada’s Catholic Bishops on the Economic Crisis. 1984
- The Sexual Revolution. 1984
- Theology and Society'. Paulist Press, 1986
- Thomas Berry and the New Cosmology. 1987
- Compassion and Solidarity: The Church for Others. The 1987 CBC Massey Lectures. Anansi Press, 1988
- Sport. 1989
- The Logic of Solidarity: Commentaries on Pope John Paul II's Encyclical on Social Concern. 1990
- Compassion and Solidarity: The Church for Others., 1990
- God and Capitalism: A Prophetic Critique of Market Economy., 1991
- The Church in Quebec. Novalis, 1992
- Sheed and Ward. 1994
- Essays in Critical Theology. 1994
- Karl Polanyi on Ethics and Economics. McGill-Queen’s University Press, 1996
- The Reconciliation of People: Challenge to the Churches. 1997; wieder 2002
- The Twentieth Century: A Theological Overview. 1999
- Nationalism, Religion and Ethics. McGill-Queen’s University Press, 2001
- Le Monothéisme : Un Dieu, trois religions. 2003
- Étonnante Église. 2006
- Signs of the Times: Religious Pluralism and Economic Injustice. Novalis, 2008
- The Theology of Tariq Ramadan: A Catholic Perspective. University of Notre Dame Press, 2009
- Islam et modernité: la pensée de Tariq Ramadan. 2010
- Truth and Relevance: Catholic Theology in French Quebec since the Quiet Revolution. McGill-Queen’s University Press, 2014

- Vérité et pertinence : un regard sur la théologie catholique au Québec depuis la Révolution tranquille. 2014

- Fernand Dumont: A Sociologist Turns to Theology. McGill-Queen’s University Press, 2015
- The Oil Has Not Run Dry: The Story of My Theological Pathway. McGill-Queen’s University Press, 2016